# 大乌兰吐古城址
大乌兰吐古城址，位于中国吉林省镇赉县丹岱乡大乌兰吐屯，为一个省级文物保护单位，类型为古城址，公布时间为2007年5月31日。该文物保护单位由镇赉县文管所管理。
大乌兰吐古城址的历史年代为辽—金。